# 王邦之
王邦之，清朝人，是一名清朝政治人物。
王邦之曾于1893年接替金元烺任奉贤县知县一职，1895年由金元烺接任。